# فتیش زیر بغل

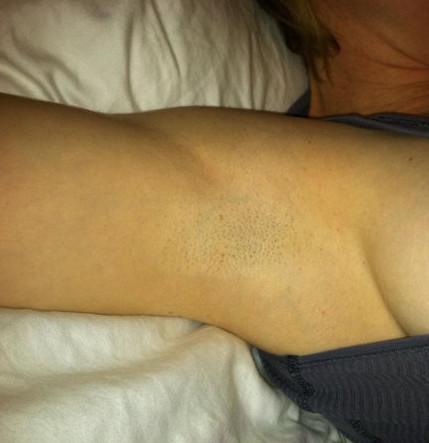
زیربغل تراشیده شده در بین افراد دچار مَسکِلَگنیا از محبوبیت بالایی برخوردار است.

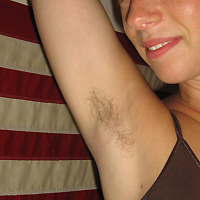
در بعضی مواقع افراد دچار مَسکِلَگنیا، ترجیح می‌دهند زیر بغل با مو باشد.

فتیشیسم زیر بغل (به انگلیسی: Armpit fetishism) و یا مَسکِلَگنیا (به انگلیسی: maschalagnia) یک پارتیالیسم است که در آن فرد، به زیر بغل علاقه جنسی نشان می‌دهد.

## فتیش
افرادی که دارای مَسکِلَگنیا هستند، اغلب از بوسیدن، چشیدن، قلقلک دادن و بوییدن زیر بغل شریک زندگی خود در طول پیش‌بازی جنسی لذت می برند و ممکن است از شریک بخواهند که به مدت چند ساعت یا حتی چند روز از دوش گرفتن یا شستن زیر بغل خود خودداری نماید.